# 玉山县第一中学
玉山一中又稱玉山县第一中学，是中華人民共和國江西省上饶市玉山縣一所江西省示范普通高中和江西省优秀重点中学。學校的前身玉山县立初级中学成立於1939年春。1958年更名为玉山中学，學校开始招收高中生，因此成为一所完全中学。1978年更名為玉山一中。2003年初中分离，繼續保留高中，因此學校為一所高級中學。

## 外部連結
- 官方网站